# Грузин, Борис Ефимович
Бори́с Ефи́мович Гру́зин (род. 30 июня 1937, Ташкент) — советский дирижёр и педагог, народный артист РСФСР.

## Биография
Родился 30 июня 1937 года в Ташкенте (Узбекская ССР) в театральной семье. В 1945 году семья переехала в Новосибирск. В 1954—1958 годах учился в Академическом музыкальном училище при Московской консерватории по классам фортепиано и теории музыки.
В 1963 году с отличием окончил Московскую консерваторию им. П. И. Чайковского (класс Б. Э Хайкина), где обучался по трём специальностям: оперно-симфоническое дирижирование, фортепиано и теория музыки.
В 1963—1968 и 1976—1989 годах служил в Новосибирском академическом театре оперы и балета. В 1986—1989 годах был главным дирижёром театра. Осуществил более 20 оперных и балетных постановок.
Член жюри международных конкурсов оперных певцов им. М. И. Глинки (1986) и им. Н. А. Римского-Корсакова (1997, 1999).
В 1969—1976 и 1989—1993 годах был главным дирижёром Одесского театра оперы и балета. В 1991—1992 годах заведовал кафедрой оперной подготовки Одесской консерватории.
С 1993 года работает дирижёром Мариинского театра. В репертуаре более 80 оперных и балетных представлений. С театром дирижировал в Великобритании, США, Канаде, Германии, Австрии, Голландии, Финляндии, Франции, Швейцарии, Южной Корее, Японии, Италии, Испании, Австралии.
С 1996 года — профессор Санкт-Петербургской государственной консерватории имени Н. А. Римского-Корсакова.
В 2000 году на гастролях Мариинского театра в лондонском театре Ковент-Гарден дирижировал оперой «Мазепа». С этого времени началось постоянное сотрудничество дирижера с Королевским балетом Великобритании.
С труппой Royal Ballet гастролировал в США, Мексике, Японии. Ряд спектаклей с участием Б. Е. Грузина, среди которых «Лебединое озеро», «Щелкунчик», «Жизель», «Баядерка» (в постановке Наталии Макаровой), «Золушка», «Ромео и Джульетта», записаны и выпущены на DVD.
Сотрудничал с оперными театрами в Оулу (Финляндия) и Овьедо (Испания). С 2004 года постоянно работает приглашённым дирижёром симфонического оркестра Holland Simfonia (Нидерланды), сотрудничает с Национальным балетом Нидерландов и Норвежским Национальным балетом.

### Семья
- Отец — артист балета и балетмейстер Ефим Григорьевич Ефимов (настоящая фамилия Гру́зин, 1910—1986). Окончил студию при Киевском театре. В 1930—1945 годах танцевал в театрах Свердловска, Баку, Саратова, Ташкента, Винницы, Еревана. В 1945—1965 годах был в балете Новосибирского театра оперы и балета[3].
- Мать ― Шевченко Нина Андреевна (1908–1966), пианистка, концертмейстер оперы в театрах Ташкента, Еревана, последние годы работала в Новосибирском оперном театре.

## Награды и премии
- Заслуженный деятель искусств Украинской ССР.
- Народный артист РСФСР (9.07.1982).

## Работы в театре

### Новосибирский театр оперы и балета

#### Дирижёр-пострановщик
- «Золушка», «Спартак», «В бурю», «Фиделио», «Отелло», «История клоуна и собаки (Каштанка)» В. Рубина (первая постановка оперы, 1989).

### Мариинский театр

#### Оперы
- «Руслан и Людмила» Михаила Глинки
- «Борис годунов», «Хованщина» Модеста Мусоргского
- «Князь Игорь» Александра Бородина
- «Евгений Онегин», «Мазепа», «Пиковая дама», «Иоланта» Петра Чайковского
- «Псковитянка», «Снегурочка», «Царская невеста», «Сказание о невидимом граде Китеже» Николая Римского-Корсакова
- «Франческа да Римини», «Скупой рыцарь» Сергея Рахманинова
- «Война и мир» Сергея Прокофьева
- «Дон Жуан» Вольфганга Амадея Моцарта
- «Кармен» Жоржа Бизе
- «Фауст» Шарля Гуно
- «Богема», «Мадам Баттерфлай», «Тоска» Джакомо Пуччини
- «Аида», «Отелло» Джузеппе Верди
- «Сомнамбула» Винченцо Беллини
- «Дон Паскуале» Гаэтано Доницетти

#### Балеты
- «Лебединое озеро», «Спящая красавица», «Щелкунчик» Петра Чайковского
- «Раймонда» Александра Глазунова
- «Ромео и Джульетта», «Золушка» Сергея Прокофьева;
- «Легенда о любви» Арифа Меликова
- «Петрушка», «Жар-птица», «Аполлон Мусагет», «Рубины» на музыку «Каприччио для фортепиано с оркестром» Игоря Стравинского
- «Шехеразада» на музыку Николая Римского-Корсакова
- «Симфония до мажор» на музыку Жоржа Бизе
- «Шотландская симфония» на музыку Феликса Мендельсона
- «Жизель», «Корсар» Адольфа Адана
- «Дон Кихот», «Баядерка» Людвига Минкуса
- «Шопениана»